# Všečínská federace odborů
Všečínská federace odborů (čínsky v českém přepisu Čung-chua čchüan-kuo cung-kung-chuej, pchin-jinem Zhōnghuá Quánguó Zǒnggōnghuì, znaky zjednodušené 中华全国总工会) je odborová organizace v Čínské lidové republice, jedna z nejvlivnějších společenských organizací v zemi. Podle počtu členů je největší národní odborovou federací světa, v 1,7 milionu základních organizací roku 2014 sdružovala 136 milionů členů, přičemž sestávala z 31 regionálních federací a 10 průmyslových svazů.

## Historie
Všečínská federace odborů byla ustavena v květnu 1925 na II. všečínském sjezdu odborů v Kantonu, na němž 277 delegátů zastupovalo 540 tisíc dělníků, byť odborové hnutí výrazně rostlo už od I. všečínského sjezdu odborů v květnu 1922. Federace pod vedením čínských komunistů výrazně zesílila hlavně v Kantonu, Šanghaji a Hongkongu, působila i v dalších průmyslových centrech země a hrála významnou roli v rozmachu odborového a dělnického hnutí v období do roku 1927. Po Čankajškově převratu roku 1927 byla novou kuomintangskou vládou zakázána a odboroví aktivisté, kteří se nepřidali ke kuomintangským odborům, byli systematicky likvidováni. Komunistické odbory poté fungovaly v ilegalitě, během let federace prakticky přerušila činnost.
Všečínská federace odborů a její ústřední orgány byly obnoveny v srpnu 1948 na VI. všečínském sjezdu odborů v Charbinu. Po vzniku Čínské lidové republiky roku 1949 se stala jedinou legální odborovou organizací v Číně a podílela se na výstavbě nové socialistické Číny. Roku 1966 měla 21 milionů členů, dělníků a úředníků. Vzápětí však, v letech kulturní revoluce, přerušila činnost. Opět byla obnovena koncem 70. let a od té doby působí jako prostředník mezi čínskými pracujícími a jejich zaměstnavateli.

## Předsedové federace
- Li Wej-min, květen 1925 – květen 1926;
- Su Čao-čeng, květen 1926 – únor 1929, zemřel ve funkci;
- Siang Jing, listopad 1929 – 1930;
- Luo Čang-lung, 1930 – leden 1931;
- Luo Teng-sien, leden – červenec 1931;
- Liou Šao-čchi, 1932 –
- Čchen Jün, srpen 1948 – květen 1953;
- Laj Žuo-jü, květen 1953 – květen 1958, zemřel ve funkci;
- Liou Ning-i, srpen 1958 – prosinec 1966;
- Ni Č’-fu, říjen 1978 – říjen 1993;
- Wej Ťien-sing, říjen 1993 – prosinec 2002;
- Wang Čao-kuo, prosinec 2002 – březen 2013;
- Li Ťien-kuo, březen 2013 – březen 2018;
- Wang Tung-ming, od března 2018.

Předsedové Všečínské federace odborů od jejích počátků ve 20. letech patří k vedení Komunistické strany Číny, zasedali a zasedají v její ústředním výboru a zpravidla i politbyru, Wej Ťien-sing byl dokonce v letech 1997–2002 členem stálého výboru politbyra.